# The Ripmen
The Ripmen ist eine deutsche Psychobilly-Band, die im Jahre 1996 gegründet wurde.

## Geschichte
Nach anfänglichen Schwierigkeiten wurden erste Konzerte im Berliner Raum gespielt und es sollten Demo-Aufnahmen gemacht werden. Dazu kam es nicht, da Wachi Ende 1999 tödlich verunglückte. Bereits drei Monate später war das Schlagzeug mit Gordian neu besetzt und die Demo-CD With Love from Beyond wurde doch aufgenommen. Auf dieses Demo aufmerksam gemacht, entschied Crazy Love Records ein komplettes Album zu veröffentlichen. Das Album Party with the Dead erschien im Jahre 2001 und erhielt durchweg gute Kritiken.
Die Band tourte nun vermehrt und schrieb die Songs für das zweite Album Terror of the Beagle Boys, welches im Jahre 2003 ebenfalls auf Crazy Love Records erschien. Mit dem neuen Longplayer im Gepäck betourte die Band das erste Mal 2003 die Westküste der USA. 2004 folgte eine zweite Tour, die jedoch aus beruflichen Gründen ohne Rakow erfolgte. Er wurde ersetzt durch die Gitarristen der amerikanischen Band „Dragstrip Demons“. Im Jahre 2005 sollte das dritte Album aufgenommen werden, dessen Aufnahmen sich jedoch aufgrund von internen Problemen bis ins Jahr 2006 verschleppten.
Rakow verließ die Band und wurde kurzfristig durch den Gitarristen Dennis ersetzt, der insgesamt aber nur fünf Konzerte bei der Band war. Das Album Graveyard in our Memories erschien 2006 auf dem deutschen Punklabel Wolverine Records und Rakow kehrte nach knapp eineinhalb Jahren in die Band zurück. Da die Band zu diesem Zeitpunkt lange Zeit nichts von sich hat hören lassen, sollten neue Aufnahmen gemacht werden. Erleichtert wurde dies durch eine Qualifikation im Rahmen des Senatsrock-Wettbewerbs Berlin. Etwa ein halbes Jahr wurde intensiv an neuem Material gearbeitet, welches im Oktober 2007 aufgenommen wurde. Kurz nach den Aufnahmen trennte sich die Band jedoch von Gordian, was erneut zu einem Rückschlag führte. Ersetzt wurde Gordian im Mai 2008 spontan durch Heske.

## Diskografie
- 1999: With Love from Beyond (Demo)
- 2001: Party with the Dead (Album, Crazy Love Records)
- 2003: Terror of the Beagle Boys (Album, Crazy Love Records)
- 2007: Graveyard in our Memories (Album, Wolverine Records)
- 2009: Rott in Pieces (Album, Wolverine Records)